# قانون العنف الدولي ضد المرأة

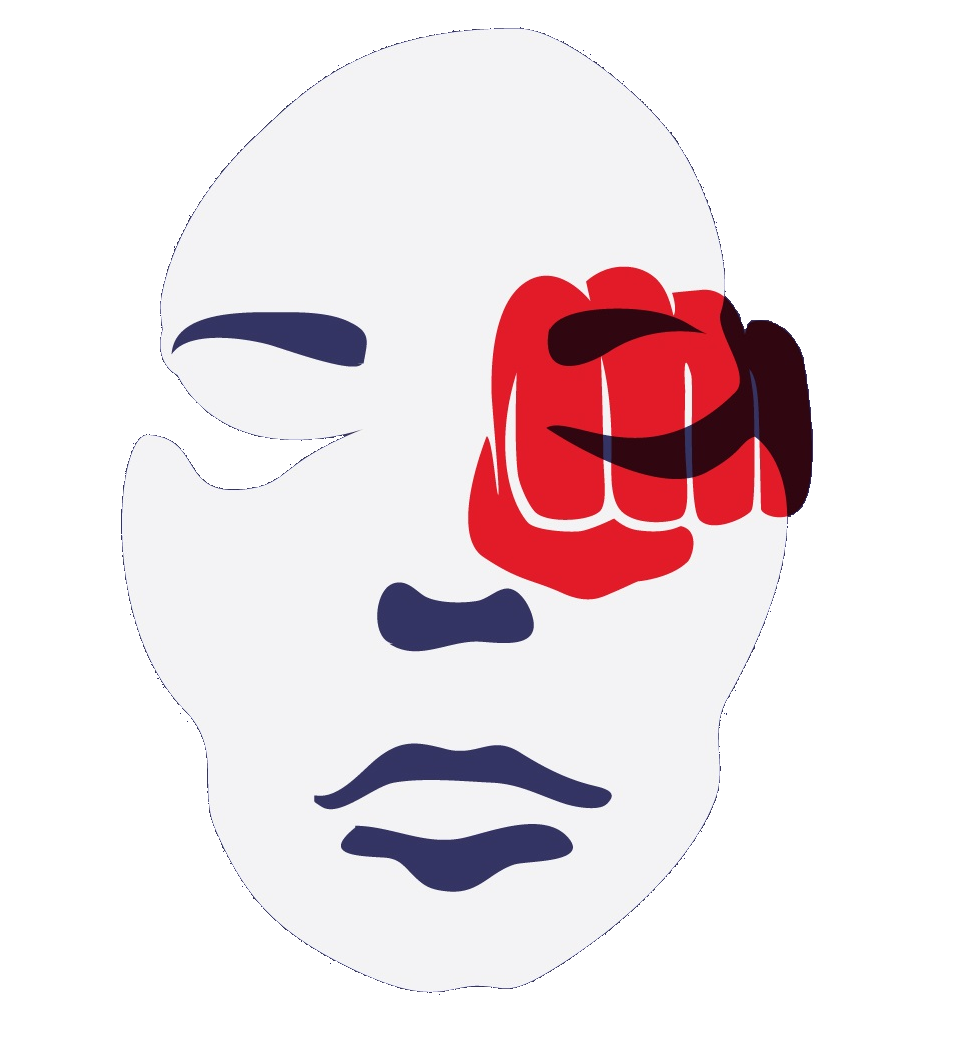
ملصق روسي يحث على فتح عينيك - ضد إساءة معاملة النساء.

قانون العنف الدولي ضد المرأة (I-VAWA) هو تشريع مقترح يعالج مسألة العنف ضد المرأة من خلال السياسة الخارجية لـ الولايات المتحدة. ولقد تم تقديم هذا المقترح إلى الكونغرس الأمريكي رقم 110 ورقم 111 ولكن لم يتم تمريره وإقراره قانونًا.

## الخلفية التاريخية
تتعرض واحدة من بين كل ثلاث نساء في العالم لـ اعتداء جنسي أو عنف جسدي أو أي نوع من أنواع التعسف في حياتها، وذلك حسب تقديرات صندوق الأمم المتحدة الإنمائي للمرأة. ولا يؤثر العنف ضد المرأة فقط على حرمان الأمهات من تنشئة أطفال أصحاء، ولكنه يؤثر أيضًا على التطور الاقتصادي واستقرار البلد حيث يعشن.

## قانون العنف الدولي ضد المرأة
تم تقديم قانون العنف الدولي ضد المرأة (I-VAWA) (مشروع قانون رقم 2279 في مجلس الشيوخ، مشروع قانون رقم 5927 في مجلس النواب) من خلال الكونغرس الأمريكي رقم 110 لضمان إضافة العنف ضد المرأة في السياسة الخارجية للبلاد، مع ضمان أفضل الأساليب لمنع العنف وحماية الضحايا ومحاكمة المعتدين.
جاء هذا التشريع نتيجة الجهود التي قام بها:
- منظمة العدل الدولية في الولايات المتحدة
- صندوق الحد من العنف الأسري
- Women Thrive Worldwide (كفاح المرأة العالمي).[1]

قدم خبراء في مجالات متصلة بموضوع القانون من 40 مجموعة دولية و150 مجموعة أمريكية إسهاماتهم في التشريع.
تم تقديم مشروع قانون مجلس النواب (مشروع قانون رقم 4594 في مجلس النواب) أمام الكونغرس الأمريكي رقم 111، برعاية النائب ويليام ديلهنت، إقليم الكونغرس العاشر بماساتشوستس و34 من الرعاة المشاركين، ولكن لم يقم المجلس بأكثر من إيفاده إلى إحدى اللجان. أما قانون مجلس الشيوخ (مشروع قانون رقم 2982 في مجلس الشيوخ)، فقدمه السيناتور جون كيري و35 من الرعاة المشاركين، وتمت مناقشته في لجنة ولكنه لم يعرض أبدًا على مجلس الشيوخ للتصويت. أما الخطوة التالية للتشريع فهي أن يتم تقديمه إلى الكونغرس الأمريكي القادم.
ولقد تقدمت عدة منظمات بالتماسات تطالب فيها بإعادة تقديم مشروع القانون أمام الكونغرس الأمريكي رقم 112.

## المنظمات
تدعم العديد من المنظمات مشروع قانون العنف الدولي ضد المرأة، من بينها:
- منظمة العدل الدولية في الولايات المتحدة
- هيومان رايتس ووتش
- المركز الدولي لأبحاث المرأة
- لجنة الإنقاذ الدولية
- منظمة المرأة اليهودية الدولية
- منظمة إنقاذ الرجال الدولية
- اللاجئون الدوليون
- منظمة فيتال فويسيس (Vital Voices)
- لجنة المرأة اللاجئة[6]